# China Beach
China Beach là một bộ phim truyền hình Hoa Kỳ phát trên kênh ABC, lấy bối cảnh về một bệnh viện di tản trong chiến tranh Việt Nam. Nhan đề của bộ phim ám chỉ đến bãi biển Mỹ Khê ở thành phố Đà Nẵng, Việt Nam, là một bãi biển được binh sĩ Hoa Kỳ và Úc trong chiến tranh Việt Nam đặt cho biệt danh tiếng Anh là "China Beach". Bộ phim truyền hình này phát sóng trong bốn mùa, từ năm 1988 đến 1991.
Phim do William Broyles, Jr. và John Sacret Young sản xuất, nhìn nhận chiến tranh Việt Nam dưới một góc nhìn độc đáo: đó là từ những phụ nữ, quân nhân và các thường dân, những người đã phải tiếp xúc trực tiếp với chiến tranh. John Wells đã tiếp quản hầu hết loạt phim bắt đầu từ mùa thứ hai, nhiều diễn viên trong loạt phim này sau đó đã xuất hiện trong loạt phim ER do Wells sản xuất.